# Bitwa pod Szydłowcami i Sidorowem

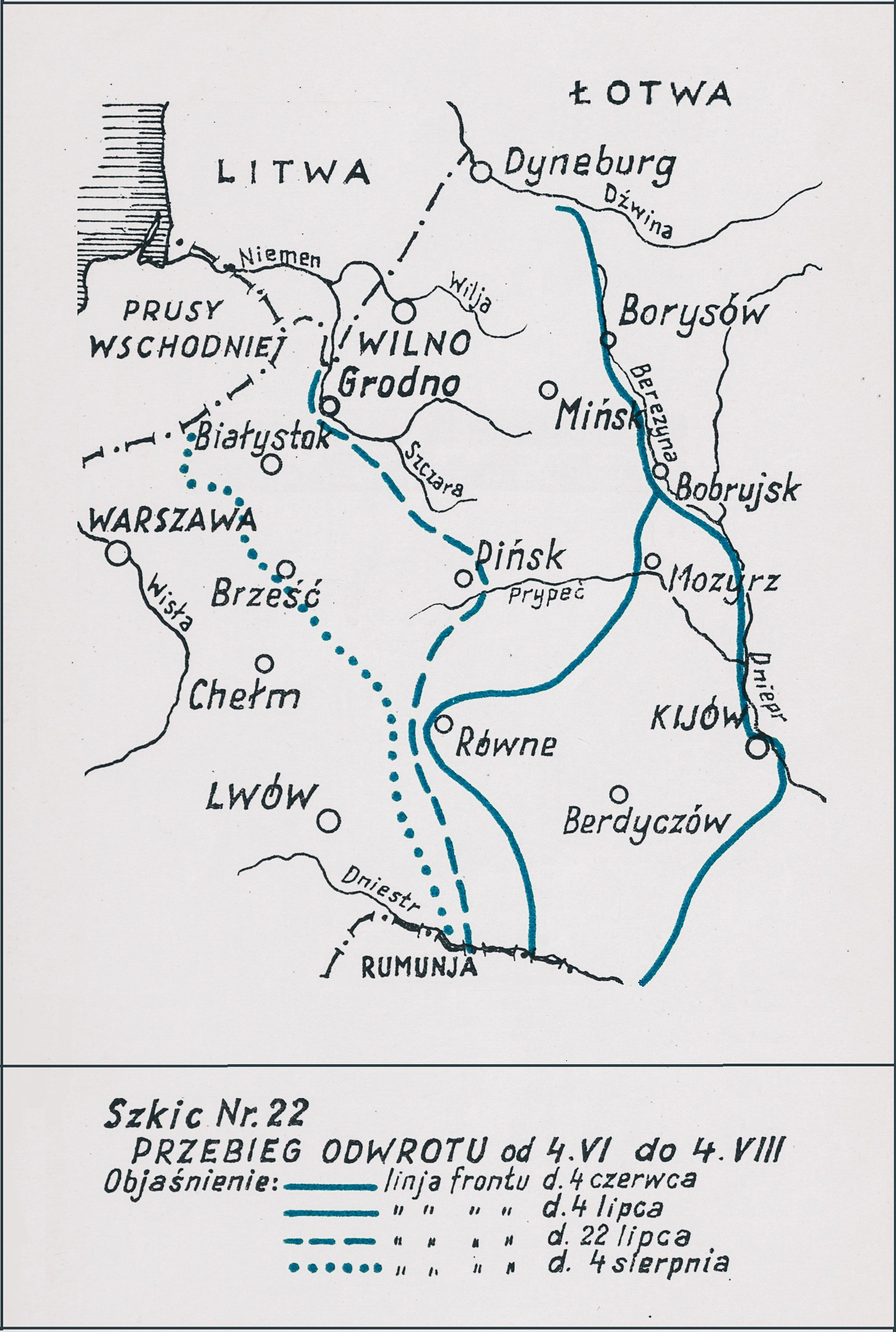
Adam Przybylski,
Wojna polska 1918–1921

Bitwa pod Szydłowcami i Sidorowem – walki walczącej po stronie polskiej ukraińskiej 3 Żelaznej Dywizji Strzelców gen. Ołeksandra Udowyczenki z sowiecką 41 Dywizją Strzelców i 115 pułkiem kawalerii w okresie ofensywy Frontu Południowo-Zachodniego w czasie wojny polsko-bolszewickiej.

## Sytuacja ogólna
26 maja na Ukrainie wojska sowieckiego Frontu Południowo-Zachodniego przeszły do ofensywy, a już 5 czerwca trzy dywizje sowieckiej 1 Armii Konnej Siemiona Budionnego przełamały trwale polski front pod Samhorodkiem na odcinku obrony grupy gen. Jana Sawickiego. W ostatnich dniach czerwca poszczególne związki operacyjne Frontu Ukraińskiego, dowodzonego już przez gen. Edwarda Rydza-Śmigłego, ugrupowane były w następujący sposób: Armia Ukraińska gen. Omelianowicza-Pawlenki skupiona była nad Dniestrem, w kierunku granicy z Rumunią, 6 Armia gen. Wacława Iwaszkiewicza-Rudoszańskiego zajmowała odcinek frontu Dniestr–Chmielnik–Lubar, nowo sformowana 2 Armia gen. Kazimierza Raszewskiego znajdowała się na linii rzek Słucz i Horyń, a 3 Armia gen. Edwarda Rydza-Śmigłego rozlokowana była nad Uborcią.
27 czerwca 1 Armia Konna przełamała polską obronę na Słuczy na południe od Zwiahla, na odcinku bronionym przez I Brygadę Piechoty (rez.). Kawaleria Budionnego wdarła się w lukę między lewym skrzydłem 6 Armii, a grupą gen. Leona Berbeckiego z 2 Armii.  29 czerwca dowództwo polskiego Frontu Ukraińskiego przygotowało plan uderzenia na sowiecką 1 Armię Konną. Polski plan pobicia 1 Armii Konnej pod Korcem nie powiódł się i 2 lipca strona polska zaniechała działań ofensywnych w tym rejonie. 3 lipca 1 Armia Konna sforsowała Horyń i rozpoczęła się kilkudniowa bitwa pod Równem zakończona porażką 2 Armii gen. Kazimierza Raszewskiego. Nie zdołano rozbić 1 Armii Konnej ani zadać takich strat, które wyraźnie obniżyłyby jej wartość bojową.
9 lipca Naczelne Dowództwo WP wydało dyrektywę operacyjną do kontrofensywy. Wyznaczała ona rubież ostatecznego odwrotu wojsk walczących na Ukrainie. Wojska Frontu Południowo-Wschodniego miały przyjąć następujące ugrupowanie: 2 Armia miała zająć rejon Łuck–Rożyszcze, 3 Armia rejon Kołki–Rafałówka. 6 Armia miała osłaniać linię Zbrucza, a siły główne utrzymywać w rejonie Brody–Zbaraż.

## Walki pod Szydłowcami i Sidorowem
W drugiej dekadzie lipca oddziały sowieckiej 41 Dywizji Strzelców dotarły do Zbrucza w rejonie Husiatyna. Jej oddziały rozpoznawcze zaczęły szukać luk we froncie 6 Armii.  Dowódca sowieckiej dywizji uznał, że słabo broniony jest styk między broniącą Husiatyna grupą płk. Wacława Pażusia a oddziałami ukraińskiej 3 Żelaznej Dywizji Strzelców, walczącej po stronie polskiej w rejonie Szydłowce – Sidorów. 19 lipca dwie brygady i pułk kawalerii 41 Dywizji Strzelców  opanowały przedmoście Husiatyna i po przejściu na zachodni brzeg rzeki rozwinęły natarcie na Sidorów.
Oddziały ukraińskie gen. Ołeksandra Udowyczenki powstrzymały natarcie, przeszły  do kontrataku i odrzuciły przeciwnika pod Szydłowce. Tu kontratak załamał się, a sowiecka 41 Dywizja Strzelców wzmocniła w tym rejonie swoje siły i 20 lipca wznowiła natarcie na Sidorów. Również ono zostało przez Ukraińców załamane.
23 lipca dowódca sowieckiej dywizji zmienił taktykę działania i, celem obejścia ugrupowania bojowego ukraińskiej „żelaznej” dywizji, uderzył na Husiatyn. Znajdujący się w tym czasie w mieście polski Lwowski batalion etapowy nie wytrzymał uderzenia 123 Brygady Strzelców wspartej 115 pułkiem kawalerii i wycofał się z miasta. Sowieci zajęli Husiatyn i rozwijali natarcie na południe od linii kolejowej Husiatyn – Czortków. Kontratakujący 3 Łódzki batalion etapowy został rozbity kozacką szarżą, a Sowieci wyszli na skrzydło ukraińskiej 3 Żelaznej DS.
24 lipca Ukraińcy w walce utracili Sidorów. Podczas odwrotu sowiecki 115 pułk kawalerii otoczył ukraiński 20 kureń i zniszczył go. Oficerowie kurenia zginęli w walce bądź zostali zamordowani. Idący ze spóźnioną odsieczą ukraiński 3 pułk kawalerii odrzucił kawalerię sowiecką, a wziętych do niewoli komunistów rozstrzeliwano na miejscu. 25 lipca oddziały gen. Udowyczenki rozbiły 123 Brygadę Strzelców i zmusiły ją do odwrotu za Zbrucz. Ukraińska dywizja odbiła też utracony przez Polaków Husiatyn. Jednak z uwagi na sytuację ogólną na froncie, a szczególnie w wyniku porażki 12 Dywizji Piechoty pod Wołoczyskami, wieczorem 26 lipca Ukraińcy wycofali się za Seret, obsadzając jego brzeg od Dniestru do Janowa.

## Bilans walk
Bitwa zakończyła się taktycznym zwycięstwem Ukraińców. Straty Rosjan wyniosły około 40 żołnierzy zabitych i trzech wziętych do niewoli. Straty po stronie ukraińskiej to pięciu oficerów i 24 szeregowych zabitych i rannych, a zaginionych około 20 żołnierzy.
Twarda obrona części linii Zbrucza przez Ukraińców przyniosła stronie polskiej korzyść w postaci skutecznego przyhamowania ofensywnych zapędów 14 Armii, a tym samym nie powiódł się plan Jegorowa wyrzucenia Polaków za San.